# The Passion (Verenigde Staten)
The Passion is een Amerikaans muzikaal-Bijbels evenement dat voor het eerst op 20 maart 2016 werd gehouden, in New Orleans. Het evenement is gebaseerd op het Nederlandse The Passion, dat deels is geïnspireerd door het lokale evenement de Manchester Passion, en door de makers daarvan naar de VS gebracht.
De eerste editie vond plaats in New Orleans en werd uitgezonden door Fox. Na afloop waren er in de Amerikaanse media veel negatieve recensies, waarin echter ook werd opgetekend dat het publiek veelal onder de indruk was.

## Hoofdrollen
| Editie | Locatie     | Jezus            | Maria           | Petrus       | Judas Iskariot | Pontius Pilatus | Verteller   |
| ------ | ----------- | ---------------- | --------------- | ------------ | -------------- | --------------- | ----------- |
| 2016   | New Orleans | Jencarlos Canela | Trisha Yearwood | Prince Royce | Chris Daughtry | Seal            | Tyler Perry |